# Будинок архієпископа (Чернігів)
Буди́нок архієпи́скопа — будівля, пам'ятка архітектури в місті Чернігові.

## Історія
Споруджений у 1780 році в стилі класицизму на території чернігівського Дитинця, входив до складу колишнього Борисоглібського монастиря. Звідки й назва.
У 1802—1804 — реконструйовано за проектом архітектора А. Карташевського: пандус і галерею із західного боку розібрано, головним став східний фасад, на місці ґанку збудовано шестиколонний портик іонічного ордеру, увінчаний трикутним фронтоном.
У 1803 році, після передачі будинку архієпископа під губернські присутствені місця, за проектом архітектора А. Карташевського приміщення було реконструйоване — пандус і галерею, які містилися на західному боці, розібрали, двері головного входу на другому поверсі замінили на вікно. У приміщенні свого часу містилася друкарня і редакція газети «Черниговские губернские ведомости».
Пошкоджений під час Другої світової війни, внаслідок бомбардувань 1941 року.
Відбудований у 1945—1950.
У 2011 році в будинку розташований Державний архів Чернігівської області.

## Галерея

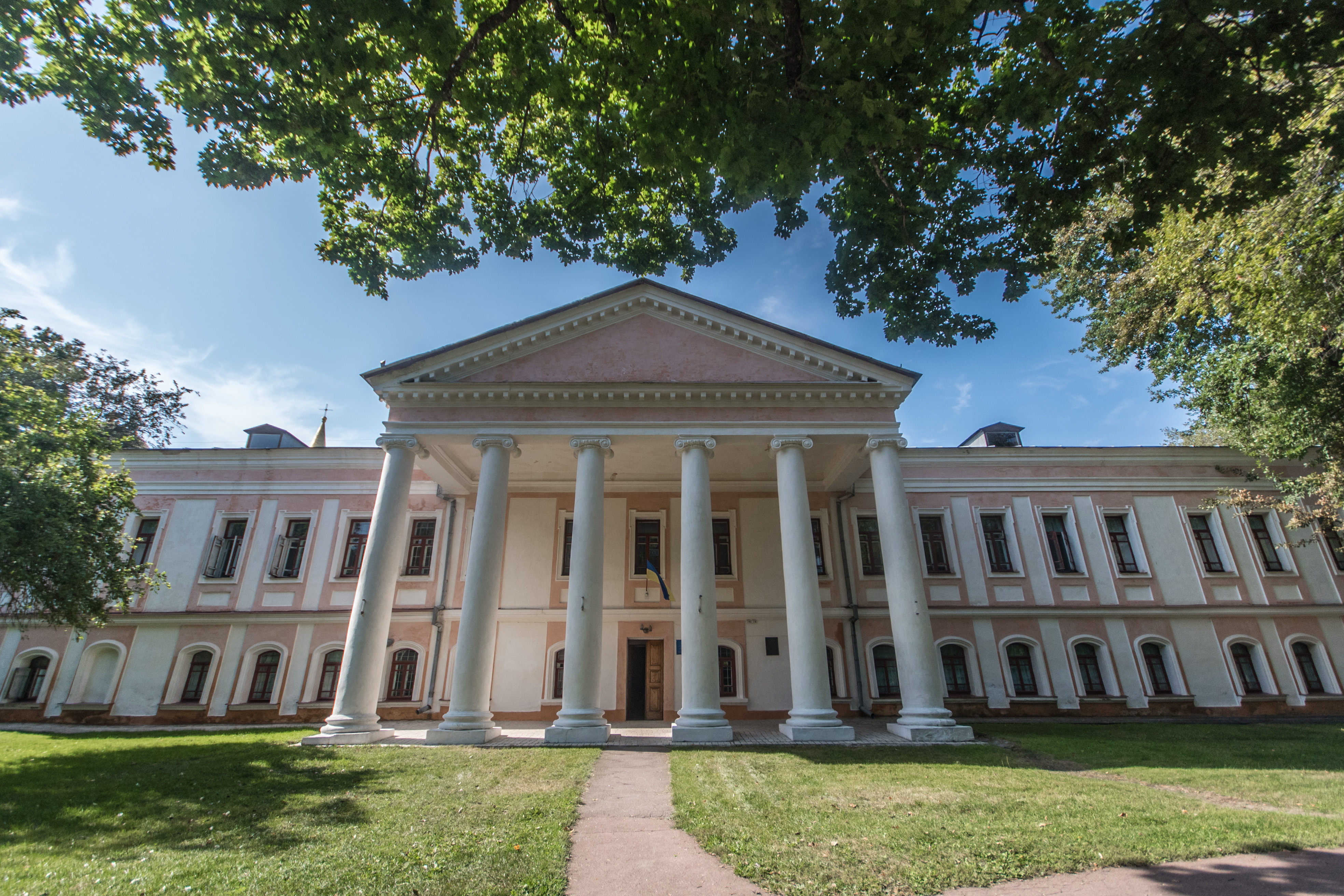
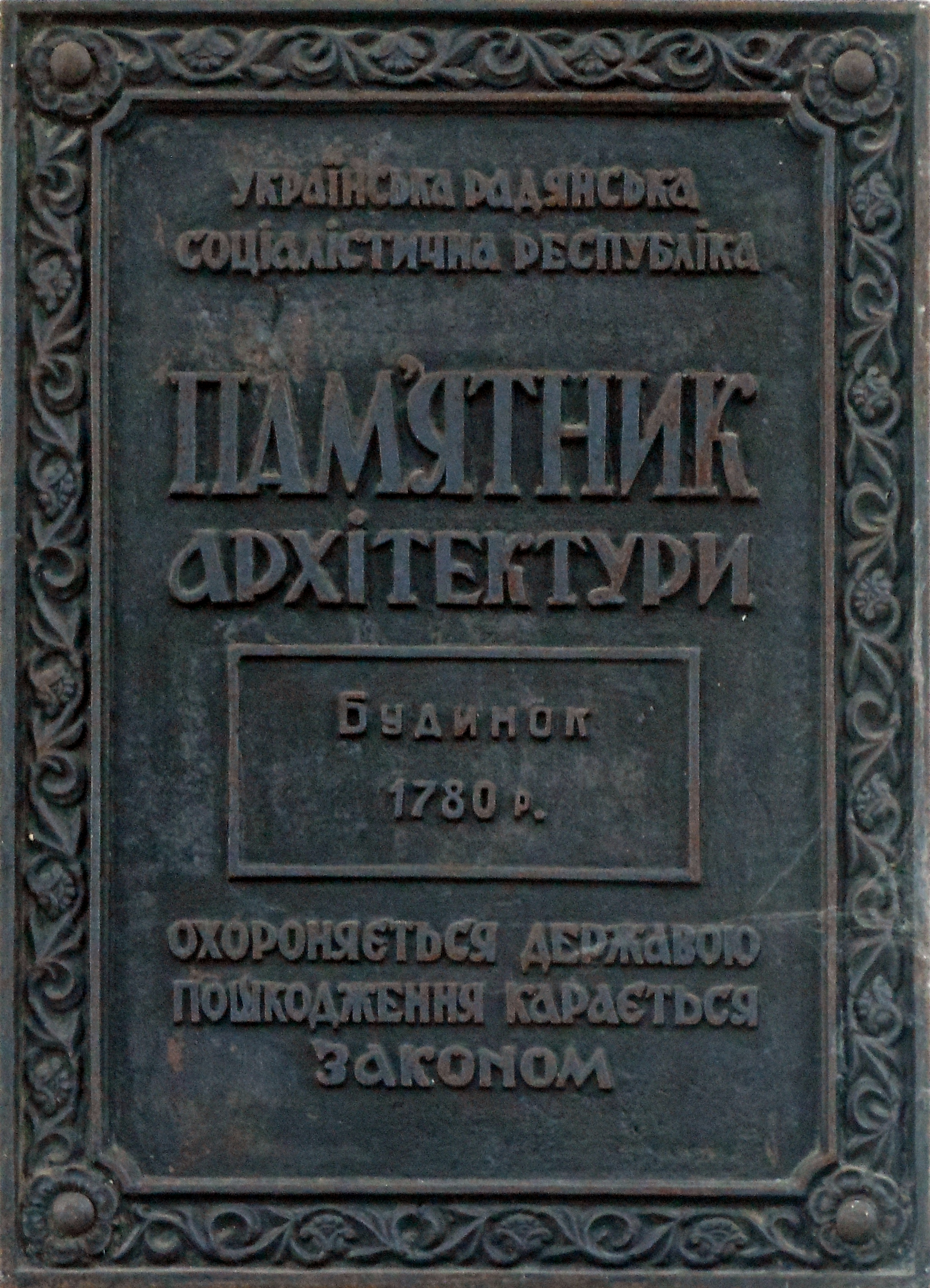
«Будинок архієпископа» — Пам'ятка архітектури
Державний архів Чернігівської області знаходиться в «Будинку архієпископа»